# 三枝輝行の商い勘所
三枝輝行の商い勘所（さえぐさてるゆきの あきないかんどころ）は、MBSラジオで2007年12月1日から2021年3月28日まで放送されていたトーク番組。阪神百貨店の元社員で、同社の代表取締役社長や会長も歴任した三枝輝行（株式会社サエグサ流通研究所代表取締役）の冠番組であった。

## 概要
- 阪神百貨店への在職中に「日本一のデパ地下」と称される地下食品売場を創り上げるなど、長年にわたって流通業界に従事している三枝と、広告会社を経営している唐渡吉則（スポーツコメンテーター）がレギュラーで出演。各界の著名なリーダーをゲストに迎えて、リーダーならではの奮闘や苦悩を語り合う。
- 事前に収録した内容を複数の週にわたって放送する関係で、ゲストは放送上、複数の回にわたって出演。公式サイトには、直近の回を放送した翌週に「放送内容」が掲載される。「放送内容」には、実際に放送された時間の割に膨大な字数が費やされている。
- 放送開始から半年間（2007年度の下半期）は日本プロ野球（NPB）のナイターオフ期間でもあったため、毎週土曜日の19:30 - 20:00に放送されていた。2008年度には、NPBのナイトゲーム中継が組まれにくい月曜日の夜間（19:00 - 19:30）に通年で放送。複数のスポンサーが付いている関係で、ナイトゲームを中継した日にも、放送枠のスライド方式で中継終了後から必ず放送されていた。
- 2009年度（2009年の4月）からは、11年にわたって毎週日曜日の9:30 - 10:00に放送されてきた。しかし、MBSラジオでは2021年4月4日から、毎週日曜日の8:00 - 10:00に『地方創生プログラム ONE-J』（JRN32局ネットの生放送番組）を編成。日曜日の午前中に放送されていた自社制作番組を大幅に見直す方針も打ち出したため、当番組は放送枠を別の時間帯へ移すことなく、同年3月28日放送分で13年半の歴史に幕を下ろした。
- 唐渡は阪神タイガース（阪神百貨店の関連会社に当たるNPB球団）の大ファンで、1977年から「ミスター・トラ」という名義で『毎日放送ダイナミックナイター』や中継の前座番組（『ミスター・トラ唐渡吉則のトラ!トラ!トラ!タイガース!!』）へ出演。阪神戦の中継で阪神側のベンチリポートを担当（当初は本名を伏せながら出演）したほか、ナイターオフ期間のスポーツ関連番組にも登場していた。2002年シーズンで中継のリポーターから勇退、2008年度で関連番組（後期のタイトルは『ミスター・トラ唐渡吉則のとことん!!タイガース』）が終了してからも、当番組を含めたMBSラジオ制作番組へのレギュラー出演を続けていたが、当番組の終了によってレギュラー番組が消滅した。